# Jinjin
Park Jin-woo (em coreano: 박진우; nascido em 15 de março de 1996), mais conhecido por seu nome artístico Jinjin (em coreano: 진진) é um rapper, dançarino, cantor, compositor  e modelo sul-coreano. Ele estreou como líder do boy group sul-coreano Astro em 23 de fevereiro de 2016, sob o selo Fantagio. Ele também foi membro da dupla Jinjin & Rocky até sua separação com a saída do colega de banda Rocky por não renovar seu contrato.

## Vida pregressa
Jinjin nasceu em 15 de março de 1996 em Ilsan, Gyeonggi-do, Coreia do Sul. Ele frequentou e se formou na Hanlim Multi Art School com foco em Dança Prática. Ele frequentou a NY Dance Academy em Ilsan e participou de várias competições de dança.

## Carreira

### 2015: Pré-estreia
Jinjin foi trainee por 2 anos na Fantagio antes de estrear com Astro. Ele foi o 5º trainee a ser oficialmente apresentado com o Fantagio iTeen Photo Test Cut. Antes de sua estreia, Jinjin, junto com os outros 5 membros do Astro, estrelou um web-drama To Be Continued.

### 2016-presente: Estréia com Astro e Atividades solo
Jinjin estreou como parte do boy group de 6 membros Astro em 23 de fevereiro de 2016. Seu primeiro EP Spring Up tem cinco canções, incluindo a faixa-título "Hide & Seek".
Em julho de 2016, Jinjin apareceu nos palcos de performance da canção "Can't Help Myself" de Eric Nam.
Em novembro de 2018, Jinjin foi apresentado no programa "Wok the World" da tvN Asia. Jinjin se juntou ao elenco em Hong Kong.
Durante o concerto "2nd ASTROAD To Seoul "Starlight"" do Astro, que foi realizado pela última vez em 22-23 de dezembro de 2018, Jinjin cantou "Mad Max", que ele também compôs. Ele foi incluído no DVD do show lançado em junho de 2019.
Jinjin ao lado de seu colega Astro, MJ, compôs "Bloom", que é uma das faixas paralelas de seu primeiro álbum All Light, lançado em 16 de janeiro de 2019.
Em março de 2019, Jinjin e MJ participaram do programa de variedades de viagens Go Together, Travel Alone para a Celuv TV. O show foi filmado em Saipan e inclui Tony Ahn, Han Seung-yeon e Kim So-hye. Posteriormente, foi lançado em formato de DVD.
Em julho de 2019, Jinjin e MJ competiram no Game Dolympics da OGN.
Em maio de 2020, Jinjin compôs uma das faixas laterais de seu sétimo EP "Gateway", intitulada "Lights On".
Em março de 2021, Jinjin começou a hospedar o podcast Unboxing do DIVE Studios ao lado do Kino do Pentagon.
Em dezembro de 2021, Jinjin foi creditado como compositor, letrista e arranjador de "Villain" - um single incluído no primeiro mini-álbum do grupo sul-coreano Trendz. Fantagio também confirmou em dezembro que Jinjin e seu colega de banda Rocky formarão a segunda subunidade do Astro chamada Jinjin & Rocky. Eles estrearão com o jogo estendido Restore em 17 de janeiro de 2022.

### 2022: estreia da subunidade
Em 17 de janeiro, Jinjin estreou como parte da dupla Jinjin & Rocky com o EP Restore.
Em 30 de dezembro, a Fantagio divulgou um comunicado oficial e afirmou que Jinjin havia decidido renovar seu contrato com a agência.

## Discografia
| Título                                              | Ano                    | Melhores posições nas paradas | Vendas                 | Álbum                        | Ref.                   |
| Título                                              | Ano                    | KR                            | Vendas                 | Álbum                        | Ref.                   |
| Como artista principal                              | Como artista principal | Como artista principal        | Como artista principal | Como artista principal       | Como artista principal |
| --------------------------------------------------- | ---------------------- | ----------------------------- | ---------------------- | ---------------------------- | ---------------------- |
| "Like a King" (feat. Superbee, MyunDo) (prod. Dok2) | 2018                   | —                             | —                      | FM2018_12Hz                  | [ 18 ]                 |
| "Mad Max"                                           | 2018                   | —                             | —                      | The 2nd ASTROAD to SEOUL DVD | [ 19 ]                 |
| "All Day"                                           | 2022                   | —                             | —                      | Drive to the Starry Road     |                        |

### Créditos da composição
Todos os créditos estão listados na Korea Music Copyright Association, salvo indicação em contrário.
| Título                  | Ano  | Artista        | Àlbum                                 | Letrista | Compositor | Arranjador |
| ----------------------- | ---- | -------------- | ------------------------------------- | -------- | ---------- | ---------- |
| Fireworks               | 2016 | Astro          | Summer Vibes                          | Yes      | Não        | Não        |
| Breathless              | 2016 | Astro          | Summer Vibes                          | Yes      | Não        | Não        |
| Growing Pains           | 2016 | Astro          | Summer Vibes                          | Yes      | Não        | Não        |
| Polaris                 | 2016 | Astro          | Summer Vibes                          | Yes      | Não        | Não        |
| My Style                | 2016 | Astro          | Summer Vibes                          | Yes      | Não        | Não        |
| Lonely                  | 2016 | Astro          | Autumn Story                          | Yes      | Não        | Não        |
| Confession              | 2016 | Astro          | Autumn Story                          | Yes      | Não        | Não        |
| Your Love               | 2016 | Astro          | Autumn Story                          | Yes      | Não        | Não        |
| Colored                 | 2016 | Astro          | Autumn Story                          | Yes      | Não        | Não        |
| Star                    | 2016 | Astro          | Autumn Story                          | Yes      | Não        | Não        |
| Dreams Come True        | 2017 | Astro          | Dream Part.01                         | Yes      | Não        | Não        |
| Baby                    | 2017 | Astro          | Dream Part.01                         | Yes      | Não        | Não        |
| You Smile               | 2017 | Astro          | Dream Part.01                         | Yes      | Não        | Não        |
| Because It's You        | 2017 | Astro          | Dream Part.01                         | Yes      | Não        | Não        |
| Dream Night             | 2017 | Astro          | Dream Part.01                         | Yes      | Não        | Não        |
| I'll Be There           | 2017 | Astro          | Dream Part.01                         | Yes      | Não        | Não        |
| Lie                     | 2017 | Astro          | Dream Part.01                         | Yes      | Não        | Não        |
| Every Minute            | 2017 | Astro          | Dream Part.01                         | Yes      | Não        | Não        |
| Crazy Sexy Cool         | 2017 | Astro          | Dream Part.02                         | Yes      | Não        | Não        |
| Butterfly               | 2017 | Astro          | Dream Part.02                         | Yes      | Não        | Não        |
| Better With You         | 2017 | Astro          | Dream Part.02                         | Yes      | Não        | Não        |
| Like A King             | 2018 | Jinjin         | FM201.8-11HZ                          | Yes      | Não        | Não        |
| Always You              | 2018 | Astro          | Rise Up                               | Yes      | Não        | Não        |
| By Your Side            | 2018 | Astro          | Rise Up                               | Yes      | Não        | Não        |
| Call Out                | 2018 | Astro          | Rise Up                               | Yes      | Não        | Não        |
| Stay With Me            | 2018 | Astro          | Rise Up                               | Yes      | Não        | Não        |
| Real Love               | 2018 | Astro          | Rise Up                               | Yes      | Não        | Não        |
| Merry Go Round          |      | Astro          | Merry-Go-Round (Christmas Edition)    | Yes      | Não        | Não        |
| 1 in a Million          | 2019 | Astro          | All Light 1st Full Album              | Yes      | Não        | Não        |
| All Night               | 2019 | Astro          | All Light 1st Full Album              | Yes      | Não        | Não        |
| Heart Brew Love         | 2019 | Astro          | All Light 1st Full Album              | Yes      | Não        | Não        |
| Love Wheel              | 2019 | Astro          | All Light 1st Full Album              | Yes      | Não        | Não        |
| Merry Go Round          | 2019 | Astro          | All Light 1st Full Album              | Yes      | Não        | Não        |
| Moonwalk                | 2019 | Astro          | All Light 1st Full Album              | Yes      | Não        | Não        |
| Starry Sky              | 2019 | Astro          | All Light 1st Full Album              | Yes      | Não        | Não        |
| Treasure                | 2019 | Astro          | All Light 1st Full Album              | Yes      | Não        | Não        |
| Bloom                   | 2019 | Astro          | All Light 1st Full Album              | Yes      | Yes        | Não        |
| Mad Max                 | 2019 | Jinjin         | THE 2ND ASTROAD TO SEOUL [STAR LIGHT] | Yes      | Yes        | Não        |
| Blue Flame              | 2019 | Astro          | Blue Flame                            | Yes      | Não        | Não        |
| Go and Stop             | 2019 | Astro          | Blue Flame                            | Yes      | Não        | Não        |
| You're My World         | 2019 | Astro          | Blue Flame                            | Yes      | Não        | Não        |
| All About You           | 2019 | Astro          | Blue Flame                            | Yes      | Não        | Não        |
| When the Wind Blows     | 2019 | Astro          | Blue Flame                            | Yes      | Não        | Não        |
| One & Only              | 2020 | Astro          | Single sem álbum                      | Yes      | Yes        | Não        |
| 12 Hours                | 2020 | Astro          | Gateway                               | Yes      | Não        | Não        |
| Knock                   | 2020 | Astro          | Gateway                               | Yes      | Não        | Não        |
| Somebody Like           | 2020 | Astro          | Gateway                               | Yes      | Não        | Não        |
| We Still                | 2020 | Astro          | Gateway                               | Yes      | Não        | Não        |
| When You Call My Name   | 2020 | Astro          | Gateway                               | Yes      | Não        | Não        |
| Lights On               | 2020 | Astro          | Gateway                               | Yes      | Yes        | Yes        |
| All Good                | 2021 | Astro          | All Yours 2nd Full Album              | Yes      | Yes        | Não        |
| All Star                | 2021 | Astro          | All Yours 2nd Full Album              | Yes      | Não        | Não        |
| Butterfly Effect        | 2021 | Astro          | All Yours 2nd Full Album              | Yes      | Não        | Não        |
| Dear My Universe        | 2021 | Astro          | All Yours 2nd Full Album              | Yes      | Não        | Não        |
| One                     | 2021 | Astro          | All Yours 2nd Full Album              | Yes      | Não        | Não        |
| Stardust                | 2021 | Astro          | All Yours 2nd Full Album              | Yes      | Não        | Não        |
| Gemini                  | 2021 | Astro          | All Yours 2nd Full Album              | Yes      | Não        | Não        |
| Our Spring              | 2021 | Astro          | All Yours 2nd Full Album              | Yes      | Não        | Não        |
| After Midnight          | 2021 | Astro          | Switch On                             | Yes      | Não        | Não        |
| Waterfall               | 2021 | Astro          | Switch On                             | Yes      | Não        | Não        |
| Sunset Sky              | 2021 | Astro          | Switch On                             | Yes      | Não        | Não        |
| My Zone                 | 2021 | Astro          | Switch On                             | Yes      | Yes        | Não        |
| Don't Worry             | 2021 | Astro          | Switch On                             | Yes      | Não        | Não        |
| Alive                   | 2021 | Astro          | Single sem álbum                      | Yes      | Não        | Não        |
| Villain                 | 2021 | TRENDZ         | BLUE SET Chapter 1. TRACKS            | Yes      | Yes        | Yes        |
| 숨좀쉬자 (Just Breathe) | 2022 | Jinjin & Rocky | Restore                               | Yes      | Yes        | Não        |
| Lockdown                | 2022 | Jinjin & Rocky | Restore                               | Yes      | Yes        | Yes        |
| Lazy                    | 2022 | Jinjin & Rocky | Restore                               | Yes      | Yes        | Yes        |

## Filmografia

### Web series
| Ano  | Título                  | Função                          | Notas                 | Ref.   |
| ---- | ----------------------- | ------------------------------- | --------------------- | ------ |
| 2015 | To be Continued         | Ele mesmo                       | MBC Every1            | [ 3 ]  |
| 2016 | My Romantic Some Recipe | Papel do convidado (episódio 6) | Naver TVCast          |        |
| 2017 | Sweet Revenge           | Ele mesmo                       | Oksusu                |        |
| 2019 | Soul Plate              | Anjo ariel                      | Naver TVCast, YouTube | [ 24 ] |

### Programas de televisão
| Ano  | Título                   | Rede      | Função           | Ref.   |
| ---- | ------------------------ | --------- | ---------------- | ------ |
| 2019 | Go Together Travel Alone | TV Chosun | Elenco principal | [ 25 ] |

### Programas na web
| Ano  | Título                    | Papel            | Ref.   |
| ---- | ------------------------- | ---------------- | ------ |
| 2021 | X: Endline, new beginning | Membro do elenco | [ 26 ] |
| 2022 | X: New World              | Membro do elenco | [ 27 ] |

### Podcast
| Ano  | Título                    | Ref.   |
| ---- | ------------------------- | ------ |
| 2021 | UNBOXING w/ Jinjin & Kino | [ 28 ] |

## Teatro
| Ano  | Título inglês | Título coreano | Papel | Ref.   |
| ---- | ------------- | -------------- | ----- | ------ |
| 2023 | Dream High    | 드림하이       | Jason | [ 29 ] |

## Ligação externas
- Jinjin em Fantagio